# 東義男
東義男（日语： Azuma Yoshio，11月4日—），日本漫畫家。出身於福岡縣。男性。身高178cm。A型血。

## 人物
大學畢業後移居東京，成為八神浩樹的助手。活動期間，在《月刊少年Magazine》（講談社）投稿的短篇作品獲得第27屆挑戰大獎鼓勵獎。次作獲得佳作。然後第3部作品在《月刊少年Magazine》以進行長期連載了9年。《他就是主將》在《月刊少年Sunday》（小學館）從2010年4月號到2015年上連載。

## 作品列表

### 連載
- 家有企鵝（日语：ぼ・ん・ど）（《月刊少年Magazine》1998年10月號—2007年10月號，講談社）
- 他就是主將（日语：ぼくらのカプトン）（《月刊少年Sunday》2010年4月號—2015年9月號，小學館）

### 短篇
- （《月刊少年Magazine》2008年3月號，講談社）

### 插圖
- （著：水野直浩，兒童小說計劃，2020年，主婦之友Infos（日语：イマジカインフォス））[2]

## 師父
- 八神浩樹

## 外部連結
- （日語）—東義男的官方個人網站（2011年4月7日檔案館）。
- 東義男的X（前Twitter） （日語）
- （页面存档备份，存于） （日語）
- （页面存档备份，存于） （日語）—漫畫圖書館Z（日语：マンガ図書館Z）